# Resolución 1573 del Consejo de Seguridad de las Naciones Unidas
La resolución 1573 del Consejo de Seguridad de las Naciones Unidas, aprobada por unanimidad el 16 de noviembre de 2004, tras reafirmar resoluciones anteriores sobre Timor Oriental (Timor-Leste), en particular las resoluciones 1410 (2002), 1473 (2003), 1480 (2003) y 1543 (2004), prorrogó el mandato de la Misión de Apoyo de las Naciones Unidas a Timor Oriental (UNMISET) por un período final de seis meses, hasta el 20 de mayo de 2005. 

## Resolución
El Consejo de Seguridad elogió los esfuerzos del Gobierno y el pueblo de Timor Oriental por desarrollar las instituciones necesarias para un Estado independiente, incluidas la infraestructura, la administración pública, la aplicación de la ley y la capacidad de defensa, aunque señaló que todavía no había logrado la autosuficiencia en algunas de esas áreas. En este sentido también se elogió la labor de la UNMISET y los progresos alcanzados. Además, el Consejo acogió con satisfacción las buenas relaciones entre Timor Oriental y los países vecinos.
El mandato de la UNMISET se prorrogó por un último período de seis meses con su tamaño y composición actuales, tal como se describe en la Resolución 1543. Se pidió a la UNMISET que se centrara en su estrategia de salida para devolver la responsabilidad a las autoridades timorenses.  Mientras tanto, se instó a la comunidad de donantes a seguir prestando asistencia a Timor Oriental y a los organismos de las Naciones Unidas a contribuir a la transición de una misión de mantenimiento de la paz a un marco de desarrollo sostenible. 
La resolución también reafirmó la necesidad de combatir la impunidad y se pidió al Secretario General Kofi Annan que vigilara de cerca la situación.